# Левенштейн, Анна
Анна Лeвенштейн (род. 8 марта 1951, Англия) — всемирно известная эсперантистка. Работала во Всемирной ассоциации эсперанто в 1977—1981 годах. Под именем Анна Бреннан основала феминистский журнал Sekso kaj Egaleco и была его редактором (1979—1988). Редактировала раздел «Лёгкий язык» в Kontakto (1983—1986). Написала несколько научно-фантастических произведений и два романа. Её исторический роман «Каменный город» (La Ŝtona Urbo) был впервые опубликован на английском и эсперанто в 1999 году, а затем переведён на французский (2010) и венгерский (2014). Её второй роман, Morto de artisto (2008) был опубликован на эсперанто. Известна как журналист, преподаватель и активист эсперанто-движения. Член Академии эсперанто с 2001 года.
В 2019 году Анна Лeвенштейн была избрана эсперантистом года.
Муж — Ренато Корзетти, бывший президент Всемирной ассоциации эсперанто. Они жили вместе в Италии с 1981 года, с 2015 года — в Великобритании.